# شيري توماس
شيري توماس (بالإنجليزية: Sherry Thomas)‏ (1975، تشينغداو في الصين)؛ كاتِبة مُتخصِّصة في أدب الأطفال وروائية أمريكية.